# Tránsito Amaguaña
Tránsito Amaguaña   (Cayambe, 10 de setembre de 1909 - Cayambe, 10 de maig de 2009) fou una activista indigenista equatoriana i una de les referents del feminisme al seu país a mitjan segle xx; al costat de Dolores Cacuango, dirigí la primera vaga de treballadors a Olmedo.
Indígena, analfabeta, maltractada i pobra, inscriu la seua activitat política en el sindicalisme indígena, que té una important expressió en formar-se la Federación Ecuatoriana de Indios al 1944. Poc després aconsegueix eliminar el sistema d'explotació domèstica de les "huasicamías i servicias" i exigeix el compliment del Codi de Treball. Promou la cooperativa agrària com un dels mecanismes de pressió social i política per exigir a l'estat el lliurament de terra als indígenes.

## Biografia
Sos pares foren Vicente Amaguaña i Mercedes Alba, treballadors d'una hisenda latifundista pertanyent a Roberto i Aquil·les Jarrín. Treballaven una petita parcel·la o "huasipungo" al costat del volcà Cayambe. Els pares de Tránsito Amaguaña aguantaren maltractaments dels seus patrons durant molts anys. Tránsito Amaguaña només anà a escola durant sis mesos, en què aprengué bases de lectura i escriptura.
Una vegada al seu pare li trencaren el cap per haver anat a rebre uns vedells sense demanar permís un dissabte. Els indígenes solien referir-se entre ells al patró com “gamonal” que significa 'patró d'hisenda', però que en aquesta època també simbolitzava l'explotació més cruel cap a l'indígena camperol. Rebien la paga del treball amb aliments com creïlles, ordi, blat.
Tránsito començà a treballar des dels 7 anys per als patrons de sos pares, realitzant tasques domèstiques perquè es considerava que la nena ja estava en edat de rentar, agranar, dur herba, ajudar a passar el menjar als treballadors, etc.
Als catorze anys l'obligaren a casar-se amb un home de 25 anys. Un any després tingué el seu primer fill. Tingué 4 fills amb el seu únic marit. El matrimoni, però, durà poc perquè el marit era un alcohòlic que la maltractava i no recolzava els indígenes. Ja divorciada, realitzà activisme comunitari, primer en organitzacions relacionades amb el Partit Socialista Equatorià i, després, en marxes indígenes, com les "marxes a Quito" de 1930, reclamant terres i drets laborals. La seua participació en la vaga agrícola de 1931, a Olmedo, li costà que li destrossaren sa casa i 15 anys de clandestinitat.
El 1944, el moviment indígena recolzà José María Velasco Ibarra, que reconegué oficialment les organitzacions indígenes camperoles, com la Federació d'Indígenes de l'Equador. El 1954, Tránsito Amaguaña recolzà l'organització dels llauradors de la costa, que fundaren la Federació Equatoriana de Treballadors Agrícoles del Litoral. El 1946 fundà la Federación Ecuatoriana de Indios, al costat d'altres lluitadors camperols per promoure la distribució de terres, i en els anys 1950 impulsà la fundació d'escoles bilingües, en espanyol i quítxua. Vinculada al Partit Comunista, lluitant per implantar un sistema cooperativista en el camp, el 1961 l'acusaren de tràfic d'armes, i estigué quatre mesos a la presó. Quan n'eixí, sense càrrecs, hagué d'afrontar la defunció dels seus pares i d'alguns fills. El 1962 viatjà per primera volta a Cuba i a la Unió Soviètica en representació del PCE i dels indígenes equatorians al Congrés del Partit Comunista de l'URSS.

### Partit Comunista
"Em vaig afiliar al Partit Comunista per fam i per maltractament", assegurava Tránsito mentre vivia. En l'àmbit del partit, desenvolupà un model particular de lideratge femení. Vivia a La Chimba, però la seua activitat política fou intensa i la repartí entre el camp i la ciutat. Anava a les reunions del Partit Comunista a Quito, sempre llesta per mobilitzar, amb assemblees, el poble indígena de Cayambe. A la capital es dedicava a la sembra, amb aixada, als camps del raval de Quito com els que hi havia al costat del penal García Moreno.

### En la comunitat indígena
En un altre escenari, i a inicis de la dècada dels quaranta, la població indígena que no formava part del sindicalisme deixava notar que percebia l'influx del sector indígena lliurat a la militància partidària. A l'empara de la Llei de Comunes, la seua capacitat organitzativa aparegué frontalment, així com la comprensió de la seua pròpia institucionalitat a partir de la defensa de drets fonamentats en la seva organització tradicional.
L'organització andina ha imprès en la comprensió social indígena un sentit d'independència ètnica. Al febrer de 1940, els indígenes pertanyents a la comunitat de Cotacachi decidiren reorganitzar el seu propi cabildo amb l'objecte de defensar les seues terres i oposar-se a un possible embargament. Se'ls havia anunciat, des del govern, l'obligació de pagar els imposts establerts, però ells expressaren que les terres eren seues, que no tenien per què pagar res a ningú perquè aquestes terres eren la seua herència.
El 1936 aconseguí que en el Codi del Treball i en la Llei de comunes del 1937, per primera vegada, i sota l'empara dels sindicats, s'inclogueren normes per reglamentar el treball agrícola, les relacions entre peons i patrons i la defensa de les terres comunals. Juntament amb Dolores Cacuango, una altra dirigent indígena, des de 1946, organitzà les escoles bilingües indígenes, amb el suport de la mestra Luisa Gómez de la Torre, que les feia secretament, perquè no eren reconegudes pel govern. El 1944, el president José María Velasco reconegué les organitzacions indígenes camperoles com a Federació d'Indígenes de l'Equador. El 1954, Tránsito recolzà l'organització camperola de la Costa, fundadora de la Federació Equatoriana de Treballadors Agrícoles del Litoral.

### Fundadora de la Federació Equatoriana d'Indis
Participà en la creació dels primers sindicats agrícoles del país i, amb altres defensors de drets humans, fundà la Federació Equatoriana d'Indis el 1944.
La FEI sorgí amb una perspectiva no governamental, i llançà una agenda molt més radical. Mantingué la seua base social en les lluites dels huasipungueros per la terra, en zones com Chimborazo, Cotopaxi i Cayambe a la serra central i nord. La FEI nasqué com un projecte de col·laboració amb participació activa de militants indígenes. Els indígenes tenien una presència petita però significant en el Partit Comunista: obriren els ulls als lluitadors urbans pels importants aspectes ètnics de les lluites indígenes.
Posteriorment promogué la cooperativa agrària com un dels mecanismes de pressió sociopolítica per exigir a l'estat el lliurament de terra als indis.
Per iniciativa pròpia i sense suport del govern, el 1945 engegà escoles camperoles: fundà a l'àrea de Cayambe quatre escoles bilingües (quítxua-espanyol).
En tornar de la Unió Soviètica, el 1963, on viatjà per assistir a un congrés, fou detinguda i empresonada, acusada de rebre diners i armes russes per promoure la revolució al país, cosa que ella desmentí. Amaguaña, agitadora incansable, lluitadora activista persistent, es lliurà a la causa malgrat la persecució constant.

## Defunció
Trànsit Amaguaña va morir el 10 de maig de 2009, als 99 anys en la mateixa comunitat on havia nascut. Al seu sepeli assistí el llavors president Rafael Correa, el llavors vicepresident de la República Lenín Moreno i diversos líders obrers, llauradors i indígenes de l'Equador. Humberto Cholango, president de l'Ecuarunari, assenyalà que "la partida de mama Tránsito deixa, en el moviment indígena, una enorme pèrdua i un gran buit".

## Reconeixements
El 1988, el govern li concedí una pensió, amb la qual es va retirar a Pesillo a sembrar les seues terres. El 1990, a la zona sud de la ciutat de Quito, es fundà una unitat educativa intercultural bilingüe que porta el seu nom. L'abril del 2012, a la ciutat de Guayaquil, s'inaugurà un col·legi amb el seu nom.